# Municipio de Neosho (Misuri)
El municipio de Neosho (en inglés: Neosho Township) es un municipio ubicado en el condado de Newton en el estado estadounidense de Misuri. En el año 2010 tenía una población de 18039 habitantes y una densidad poblacional de 82,11 personas por km².

## Geografía
El municipio de Neosho se encuentra ubicado en las coordenadas 36°53′52″N 94°23′54″O / 36.89778, -94.39833. Según la Oficina del Censo de los Estados Unidos, el municipio tiene una superficie total de 219.71 km², de la cual 218.96 km² corresponden a tierra firme y (0.34%) 0.74 km² es agua.

## Demografía
Según el censo de 2010, había 18039 personas residiendo en el municipio de Neosho. La densidad de población era de 82,11 hab./km². De los 18039 habitantes, el municipio de Neosho estaba compuesto por el 87.13% blancos, el 0.76% eran afroamericanos, el 1.72% eran amerindios, el 0.83% eran asiáticos, el 1.81% eran isleños del Pacífico, el 4.94% eran de otras razas y el 2.81% pertenecían a dos o más razas. Del total de la población el 7.97% eran hispanos o latinos de cualquier raza.